# 샘 윈체스터
샘 윈체스터(Sam Winchester)는 미국 CW방송국의 드라마 《수퍼내추럴》에 등장하는 주인공으로, 유령을 잡는 퇴마사와 초자연적인 존재들을 잡는 사냥꾼이다. 형인 딘 윈체스터와 함께 다닌다. 배우 제러드 파달렉키가 샘 윈체스터 역을 맡고 있다.